# Campeonato Mundial de Esgrima de 1937
O Campeonato Mundial de Esgrima de 1937 foi a 15ª edição do torneio organizado pela Federação Internacional de Esgrima (FIE), a primeira de forma oficial. O evento foi realizado em Paris, França.

## Resultados
Masculino
| Evento             | Ouro | Prata | Bronze |
| Espada individual  | França · Bernard Schmetz                                                                                   | França · Jacques Coutrot                                                                                     | Bélgica · Robert Stasse                                                                                     |
| Espada por equipe  | Itália Carlo Agostoni Roberto Battaglia Dario Mangiarotti Edoardo Mangiarotti Saverio Ragno Mario Visconti | França · Édouard Artigas · Jacques Coutrot · Henri Dulieux · Michel Pécheux · Bernard Schmetz · Albert Wolff | Suécia · Frank Cervell · Hans Drakenberg · Gustaf Dyrssen · Hans Granfelt · Bengt Ljungquist · Sven Thofelt |
| Florete individual | Itália Gustavo Marzi                                                                                       | França · Edward Gardère                                                                                      | França · René Lemoine                                                                                       |
| Florete por equipe | Itália Giorgio Bocchino Manlio Di Rosa Giorgio Faldini Gustavo Marzi Giuliano Nostini Renzo Nostini        | França · René Bougnol · Philippe Cattiau · André Gardère · Edward Gardère · René Lemoine                     | Áustria · Ernst Baylon · Kurt Ettinger · Roman Fischer · Josef Losert · Hans Lyon · Hugo Weczerek           |
| Sabre individual   | Hungria · Pál Kovács                                                                                       | Hungria · Tibor Berczelly                                                                                    | Hungria · László Rajcsányi                                                                                  |
| Sabre por equipe   | Hungria · Tibor Berczelly · Aladár Gerevich · Pál Kovács · Lajos Maszlay · László Rajcsányi · Imre Rajczy  | Itália Gustavo Marzi Aldo Masciotta Aldo Montano Giuseppe Perenno Vincenzo Pinton Arturo Di Lorenzo          | Alemanha · Erwin Casmir · Julius Eisenecker · Hans Esser · August Heim · Heinrich Moos · Richard Wahl       |

Feminino
| Evento             | Ouro                                                                                                  | Prata                                                                     | Bronze                                                                                            |
| Florete individual | Alemanha · Helene Mayer                                                                               | Hungria · Ilona Elek                                                      | Áustria · Ellen Preis                                                                             |
| Florete por equipe | Hungria · Erna Bogáti · Ilona Elek · Margit Elek · Katalin Horváth · Györgyné Rozgonyi · Ilona Vargha | Alemanha · Hedwig Haß · Helene Mayer · Olga Oelkers · Rotraud von Wachter | Dinamarca · Ulla Barding · Karen Lachmann · Kate Mahaut · Grete Olsen · Aya Pedersen · Mitzi With |

## Quadro de medalhas
País sede
| Ordem | País      | Medalha de ouro | Medalha de prata | Medalha de bronze |    |
| ----- | --------- | --------------- | ---------------- | ----------------- | -- |
| 1     | Hungria   | 3               | 2                | 1                 | 6  |
| 2     | Itália    | 3               | 1                |                   | 4  |
| 3     | França    | 1               | 4                | 1                 | 6  |
| 4     | Alemanha  | 1               | 1                | 1                 | 3  |
| 5     | Áustria   |                 |                  | 2                 | 2  |
| 6     | Bélgica   |                 |                  | 1                 | 1  |
|       | Dinamarca |                 |                  | 1                 | 1  |
|       | Suécia    |                 |                  | 1                 | 1  |
| TOTAL | TOTAL     | 8               | 8                | 8                 | 24 |